# MTV Europe Music Award al miglior artista Africa, Medio Oriente ed India
L'MTV Europe Music Award al miglior artista Africa, Medio Oriente ed India (MTV Europe Music Award for Best Africa, Middle East and India Act) è stato uno dei premi degli MTV Europe Music Awards, assegnato dal 2011 al 2015.

## Albo d'oro

### Anni 2010
| Anno | Vincitore         | Nominati                                                    |
| ---- | ----------------- | ----------------------------------------------------------- |
| 2011 | Abdelfattah Grini | - Black Coffee - Cabo Snoop - Fally Ipupa - Scribe - Wizkid |
| 2012 | Ahmed Soultan     | - Alobo Naga & The Band - D'banj                            |
| 2013 | Ahmed Soultan     | - Locnville - Yo Yo Honey Singh                             |
| 2014 | Mohammed Assaf    | - Sauti Sol - Yo Yo Honey Singh                             |
| 2015 | Diamond Platnumz  | - Priyanka Chopra                                           |